# NGC 5556
NGC 5556 је спирална галаксија у сазвежђу Хидра која се налази на NGC листи објеката дубоког неба.
Деклинација објекта је - 29° 14' 29" а ректасцензија 14h 20m 34,0s. Привидна величина (магнитуда) објекта NGC 5556 износи 11,7 а фотографска магнитуда 12,4. Налази се на удаљености од 20,9000 милиона парсека од Сунца. NGC 5556 је још познат и под ознакама ESO 446-50, MCG -5-34-9, UGCA 389, IRAS 14176-2901, DDO 243, AM 1417-290, PGC 51245.